# Jula (företag)
Jula AB är en butikskedja som säljer produkter till villaägare, hemmafixare, lantbrukare och hantverkare. Försäljning sker via webben och i totalt över 120 varuhus i Sverige, Norge, Polen och Finland..
Den 1 september 2011 upphörde Jula med sin försäljning via postorder och webb. Webbhandeln återupptogs igen i juni 2017.
Under 2022 nådde Jula Holdingkoncernen (där Jula ingår) en omsättning på 10,7 miljarder SEK.

## Julas historia
Företaget hette i början Jula Industri AB, och sysslade då med tillverkning och försäljning av vedkapar. Jula Industri AB grundades av Lars-Göran Blank och Irene Blank 1979. Namnet Jula kommer från gården Jultorp som ligger i Larv i utkanten av Varaslätten.
År 1984 startades Jula Postorder AB (nuvarande Jula AB), då även med Karl-Johan Blank som en av de lika stora delägarna. Karl-Johan Blank har varit drivande i att bygga upp varuhuskedjan med över 100 varuhus i flera länder. 1984 hade postorderförsäljningen på gården ökat så mycket att verksamheten behövde expandera. I samma veva flyttades verksamheten till Skara, där även det första Julavaruhuset med kombinerat centrallager byggdes, med invigning 1985.
Tillverkningen av utrustning för vedhantering i Jula Industri AB avyttrades 1991. Samma år blev Lars-Göran Blank och Karl-Johan Blank ensamma ägare av verksamheten. Då började även varuhuskedjan att etableras och växa fram på den svenska marknaden. 1992 öppnades det andra Julavaruhuset, på Drottninggatan i Stockholm.
Karl-Johan Blank blev ensam ägare till bolaget efter sin pappa Lars-Göran Blanks död och hamnade i arvsbråk med sina systrar.
Julas centrallager vid Europaväg 20 i Skara är norra Europas största i sitt slag med en total logistikyta om cirka 175 000 kvadratmeter, och varor körs tre mil till omlastningscentralen vid Västra stambanan i Falköping.
2018–2021 gjordes en serie TV-reklamfilmer för företaget, med Starships låt Nothing's Gonna Stop Us Now.

## Jula Holdingkoncernen
I takt med att Jula expanderat har även en koncern växt fram, Jula Holdingkoncernen. Först ut bland de nya bolagen som knoppades av var G&K Blanks Fastigheter AB (1996) och Jula Logistics (2004).
2019 förvärvade Jula Holdingkoncernen hästsportkedjan Hööks.
Totalt finns idag sju bolag i Jula Holdingkoncernen: Jula, Hööks, G&K Blanks Fastigheter, Jula Logistics, Wästgöta Finans, Jula Hotell & Konferens och Jula Miljö & Energi.
Sedan början på 2022 är Magnus Kristoferson VD för Jula Holding.